# Малодубровне
Малодубро́вне (рос. Малодубровное) — присілок у складі Половинського округу Курганської області, Росія.
Населення — 147 осіб (2010, 243 у 2002).
Національний склад станом на 2002 рік:
- росіяни — 95 %